# 新河谷省

2011年改劃後的新河谷省範圍以紅色標示

新河谷省（阿拉伯语：محافظة الوادي الجديد），是埃及最大面積的省，位于埃及西南部，首府为哈里傑。西臨利比亞，南臨蘇丹共和國。面积原為376,505平方公里，改劃後為440,098平方公里。2006年统计人口187,256人，2011年人口203,958人。
这个占地面积约三分之一的大省是埃及最大的省，也是非洲大陆和世界上最大的第一级行政区划之一，新河谷省面积为440,098平方公里，略大于伊拉克。

## 人口
根据人口估计，2015年，该省大部分居民居住在农村地区，城市化率只有48.0%。据估计，居住在该省的225 416人中，有117 180人住在农村地区，只有108 236人住在城市地区。
据人口测算，2018年人口24.5万人，城镇化率46.7%。

## 產業
- 海枣相關製造業
- 觀光
- 農業（綠洲附近）